# Alopecurus brachystylus
Alopecurus brachystylus là một loài thực vật có hoa trong họ Hòa thảo. Loài này được Peterm. mô tả khoa học đầu tiên năm 1844.